# Kurt Vile
Pour les articles homonymes, voir Vile.
Kurt Vile est un auteur-compositeur-interprète américain de rock indépendant, originaire de Philadelphie, né en 1980.
Membre fondateur de The War on Drugs, il quitte le groupe pour se consacrer à sa carrière solo et est signé par Matador Records en 2009. Son album Smoke Ring for My Halo, sorti en 2011, se classe dans le Billboard 200.

## Biographie

### Jeunesse
Kurt Vile est le troisième d'une fratrie de dix enfants. Son père est conducteur de train, employé par la régie des transports du sud-est de la Pennsylvanie. Il grandit à Lansdowne, dans la banlieue de Philadelphie. Vile joue de la trompette depuis l'école primaire et intègre la fanfare du lycée Penn Wood,. Il est encouragé à pratiquer la musique par son père, amateur de bluegrass, qui lui offre un banjo,. Vile commence à composer et réalise ses premiers enregistrements à domicile. L'adolescent se produit dans les cafés sous le nom de Kurtisy lors de soirées scènes libres, ouvertes aux musiciens amateurs.
Kurt Vile passe à la guitare et joue dans des formations rock. Durant les années 1990, il fonde Pelvic Thrust, un groupe inspiré par la musique grunge. Après avoir obtenu son diplôme d'études secondaires, il est employé par une firme de fret aérien de Boston, où sa future épouse poursuit des études supérieures. Avec ses premiers salaires, il s'achète de nouveaux instruments et un enregistreur numérique 8-pistes. De retour dans sa ville natale, il s'inscrit dans un collège communautaire (community college), mais abandonne les études après un semestre. Le musicien est employé par la Philadelphia Brewing Co, entreprise pour laquelle il conduit des engins de manutention.

### Début de carrière
Kurt Vile réalise ses premières maquettes en 2001, qu'il diffuse en édition limitée sur CD-R. En 2003, il fait la connaissance d'Adam Granduciel, avec lequel il fonde The War on Drugs. Le groupe réalise un EP de démos en 2005 et un premier EP autoproduit en 2007. Devenu un groupe à part entière après le recrutement d'une section rythmique, War on Drugs signe un contrat discographique avec le label indépendant Secretly Canadian, qui édite Wagonwheel Blues, leur premier album, en 2008.
Dans le même temps, Vile réalise son premier album solo, intitulé Constant Hitmaker. En partie constitué d'enregistrements déjà parus sur CD-R, le disque est édité par le label Gulcher (en). Après la sortie de ce premier album, Kurt Vile quitte The War on Drugs, alors que le groupe s'apprête à tourner en Europe. Il reste proche d'Adam Granduciel, celui-ci intégrant parfois son groupe de scène, The Violators. Ses chansons commencent à être diffusées sur des radios indépendantes, comme WFMU. En 2009, Constant Hitmaker est réédité par le label Woodsist (en) et un nouvel album, God Is Saying This to You, est commercialisé par Mexican Summer (en). Le musicien se produit au festival South by Southwest, il commence à se bâtir un public et à attirer l'attention de la presse musicale américaine. Le magazine Pitchfork retient Freeway, le morceau ouvrant l'album Constant Hitmaker, dans sa sélection des meilleurs titres parus en 2009.

### Matador Records
En 2009, Kurt Vile signe en tant qu'artiste solo sur le label indépendant Matador Records. Il consacre une grande partie de son temps à la musique et est renvoyé par son employeur, la Philadelphia Brewing Co, entreprise pour laquelle il a travaillé durant six ans. Matador édite l'album Childish Prodigy en octobre. À la sortie du disque, le musicien entreprend sa première tournée nationale, accompagné par The Violators.
Smoke Ring for My Halo, sorti en 2011, est le premier disque de Kurt Vile à atteindre le Billboard 200, le classement des meilleures ventes aux États-Unis. Il se classe également 23e du Top independent albums. Kurt Vile, qui a pris part à l'enregistrement de l'album Several Shades of Why de J Mascis, sorti en mars 2011, joue en première partie du guitariste de Dinosaur Jr.. Vile assure la promotion de son disque en effectuant une tournée estivale avec les Violators et partage l'affiche avec Thurston Moore sur quelques dates. Smoke Ring for My Halo figure sur la liste des meilleurs albums de l'année 2011 établie par les critiques du quotidien britannique The Guardian, ainsi que sur celles des magazines musicaux New Musical Express, Rolling Stone, Mojo, Q, Uncut et Paste,,. Il est également sélectionné, ainsi que le morceau Jesus Fever, par le magazine Pitchfork,.
En 2012, Vile continue de tourner aux États-Unis et en Europe. Il travaille sur un nouvel album, dont les morceaux sont composés sur la route. Le disque est enregistré en l'espace de cinq mois entre New York, Los Angeles et Philadelphie. Intitulé Wakin on a Pretty Daze, il sort en avril 2013,.
En juillet 2015, un nouvel album baptisé B'lieve I'm Goin Down... est annoncé, annonce accompagnée de la diffusion d'un clip pour le titre Pretty Pimpin, premier single de l'album.
Le 12 octobre 2018 sort son album Bottle It In (Matador Records) puis en avril 2022 l’album (watch my moves) chez Verve Records. 

## Style et influences
Durant son enfance, Kurt Vile reçoit en cadeau un banjo d'occasion, dont il gratte les cordes comme s'il s'agissait d'une guitare. La pratique de l'instrument le pousse ensuite à jouer de la guitare en open tuning. Il est inspiré par la musique folk et le delta blues, que son père lui fait découvrir, et apprécie entre autres Sandy Bull, John Fahey et Charley Patton. Il s'intéresse également au classic rock et déclare avoir été influencé par « tous les grands » compositeurs rock, entre autres Bruce Springsteen, Neil Young et Bob Dylan. Vile a également écouté des groupes de rock indépendant comme Pavement et Sonic Youth durant ses années de lycée.
Ses premiers enregistrements sont réalisés dans un style lo-fi du fait de son manque de moyens. Les albums édités par Matador bénéficient d'un budget supérieur et d'un son plus ambitieux, notamment Smoke Ring for My Halo produit par John Agnello.
Kurt Vile commence à être reconnu par d'autres musiciens, comme le groupe Animal Collective, qui en 2011 l'invite à participer au festival All Tomorrow's Parties, ainsi que Kim Gordon de Sonic Youth ou encore Yo La Tengo.

## Vie personnelle
Le musicien n'a pas été prénommé Kurt en hommage au compositeur allemand Kurt Weill, dont ses parents ignoraient l'existence. Ses expériences professionnelles en tant que manutentionnaire ont inspiré le morceau Space Forklift, qui figure sur l'album Constant Hitmaker.